# Seraphino Antao
Seraphino Antao (Mombasa, 30 ottobre 1937 – Londra, 5 settembre 2011) è stato un velocista keniota.

## Biografia
Nato e cresciuto nella città costiera di Mombasa da una famiglia originaria dell'ex colonia portoghese di Goa, in India, vincendo due gare ai Giochi del Commonwealth divenne il primo atleta keniano a primeggiare in una competizione di livello internazionale.
Dopo aver debuttato a livello internazionale nel 1958 ai VI Giochi dell'Impero Britannico svoltisi a Cardiff, nel 1960 partecipò alle Olimpiadi di Roma: arrivò a disputare la semifinale dei 100 metri e mancò di poco lo stesso traguardo sui 200 m; venne invece eliminato al primo turno dei 110 ostacoli.
Nel 1962 a Perth conquistò due medaglie d'oro ai VII Giochi dell'Impero e del Commonwealth Britannico sulle 100 e sulle 220 iarde e partecipò alla staffetta 4×110 iarde dove giunse quinto.
Nel 1964 partecipò alle Olimpiadi di Tokyo dove fu portabandiera della rappresentativa del suo Paese. Le sue prestazioni furono inferiori all'edizione precedente, venendo eliminato al primo turno sui 100 metri e al secondo turno sui 200.
Terminata l'attività agonistica si trasferì a Londra dove morì nel 2011.

## Palmarès
| Anno | Manifestazione          | Sede  | Evento    | Risultato | Prestazione | Note |
| ---- | ----------------------- | ----- | --------- | --------- | ----------- | ---- |
| 1962 | Giochi del Commonwealth | Perth | 100 iarde | Oro       |             |      |
| 1962 | Giochi del Commonwealth | Perth | 220 iarde | Oro       |             |      |